# Звезда жизни

«Звезда жизни»

«Звезда жизни» (англ. Star of Life) — эмблема службы Экстренной медицинской помощи, которую совместно контролируют Американская медицинская ассоциация и Департамент здравоохранения, образования и социальной помощи США. Эмблема и её вариации используются также другими службами, оказывающими срочную медицинскую помощь (в частности, поисково-спасательными службами и National Registry of Emergency Medical Technicians).
В России «Звезда жизни» в основном используется на автомобилях «Медицины катастроф» и специализированных бригад скорой помощи.
На изображении — синяя шестиконечная звезда с белой окантовкой, в центре — белый посох Асклепия, бога медицины и врачевания в древнегреческой мифологии.

## Символизм

Шесть частей «Звезды Жизни»

Шесть лучей звезды символизируют шесть основных задач, которые решают спасатели в цепи действий при чрезвычайных ситуациях:
1. обнаружение,
2. оповещение,
3. ответная реакция,
4. помощь на месте,
5. помощь во время транспортировки,
6. передача в специализированный центр помощи.

## История

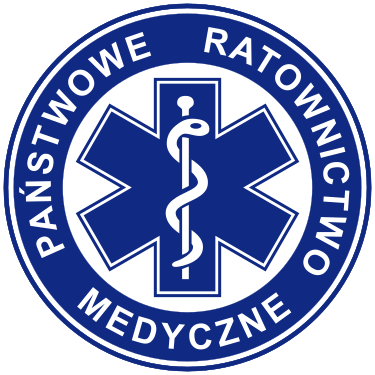
Звезда жизни на эмблеме польской службы скорой медицинской помощи

Изначально в США многие автомобили скорой помощи использовали крест ярко-оранжевого цвета (англ. safety orange) на квадратном белом светоотражающем фоне. Эта эмблема определяла их как подразделения экстренной помощи. Такой логотип применялся до того, как в США были разработаны национальные стандарты для Emergency Medical Personnel.
Эмблема «Звезда жизни» была создана и запатентована в США в 1967 году. Её разработал шеф отдела экстренной медицинской помощи Национального управления безопасности движения на дорогах (NHTSA) Лео Шварц (англ. Leo R. Schwartz). Мера была вынужденной — Американский Красный Крест запретил использовать применявшийся ранее NHTSA оранжевый крест на белом фоне, считая его имитацией эмблемы Красного Креста.
Сегодня эту эмблему можно встретить на автомобилях скорой помощи многих стран.

## «Звезда жизни» на автомобилях скорой помощи разных стран

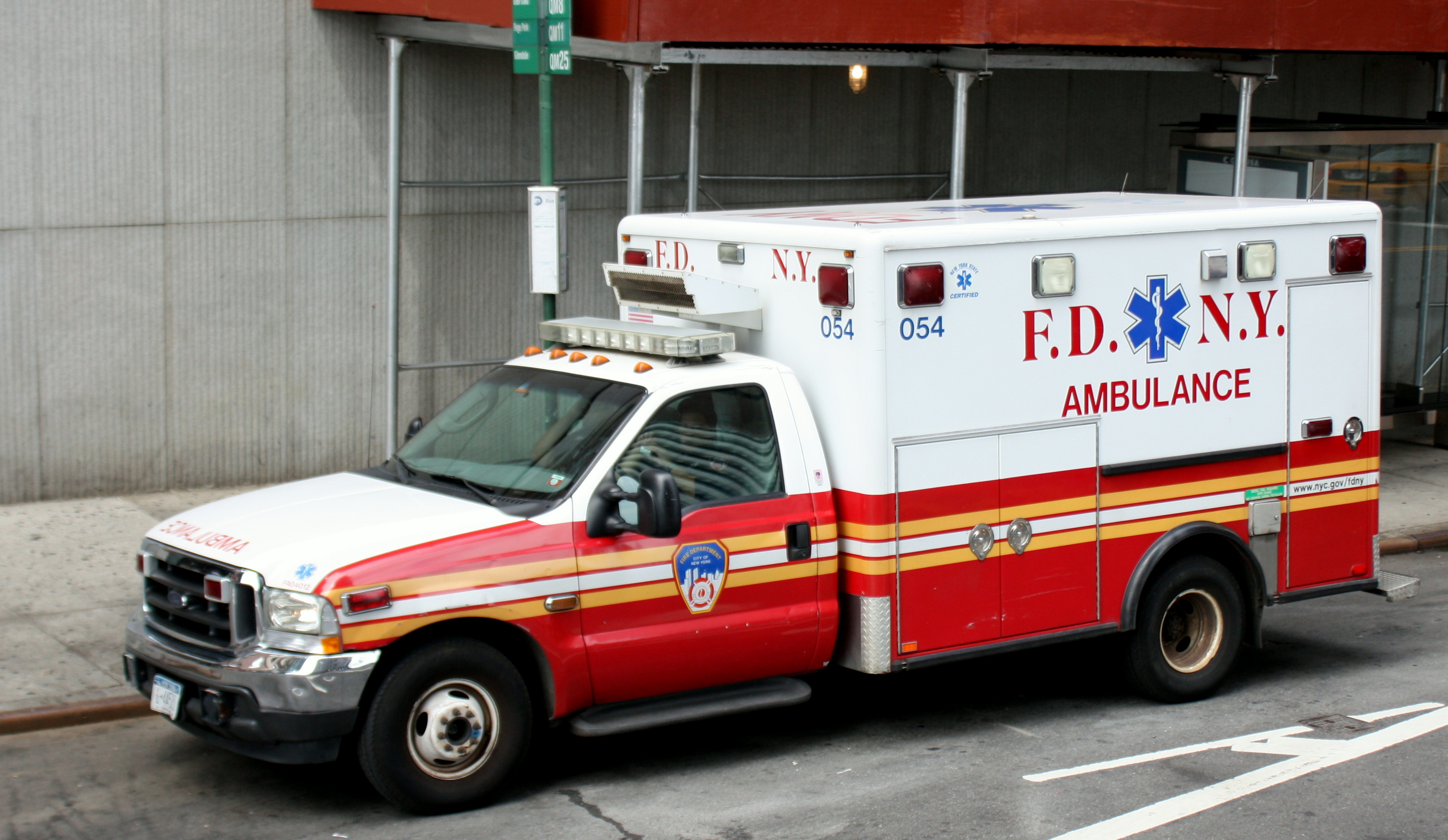
«Скорая» пожарного департамента Нью-Йорка, штат Нью-Йорк, США
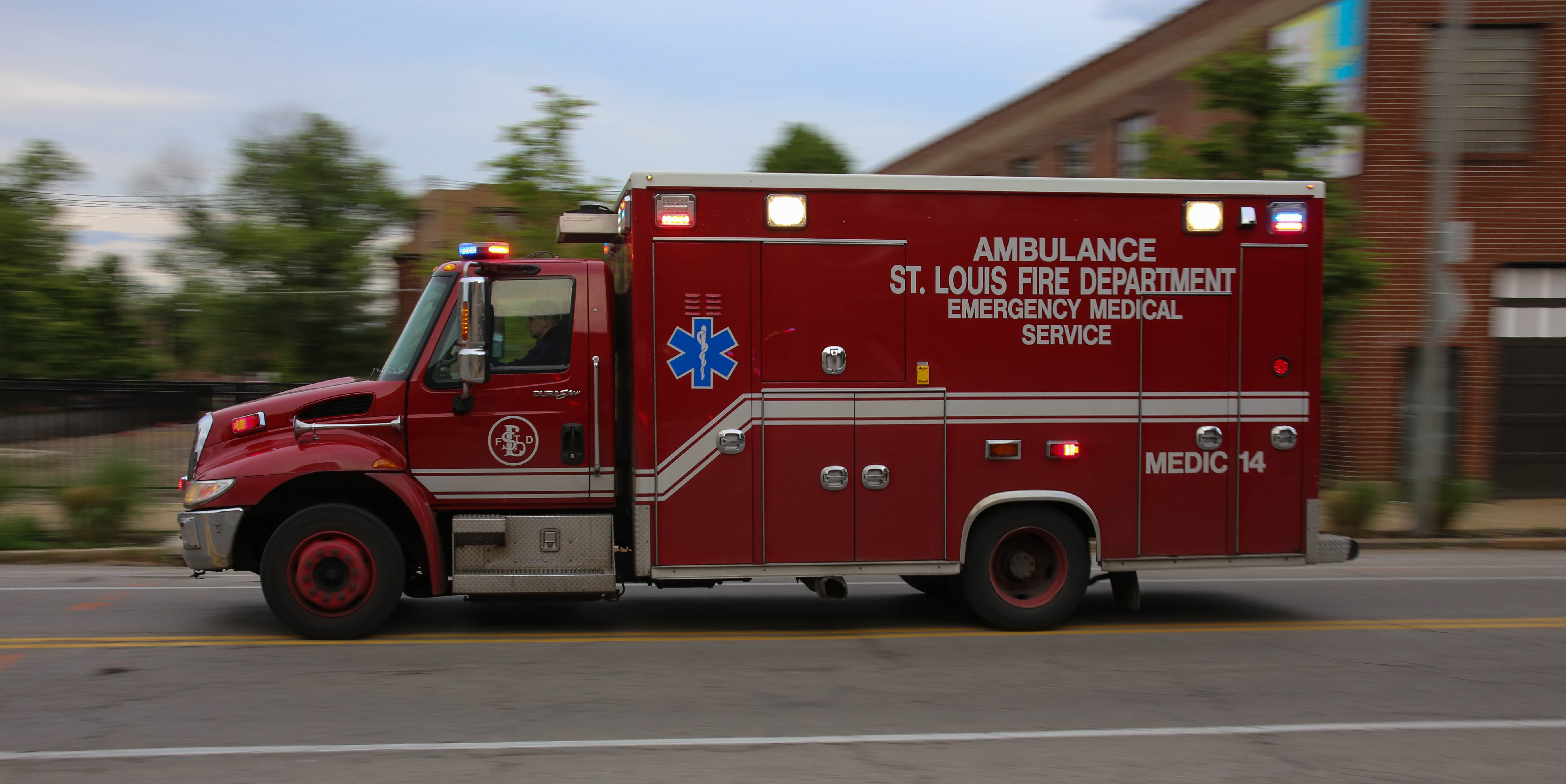
«Скорая» пожарного департамента Сент-Луиса, штат Миссури, США
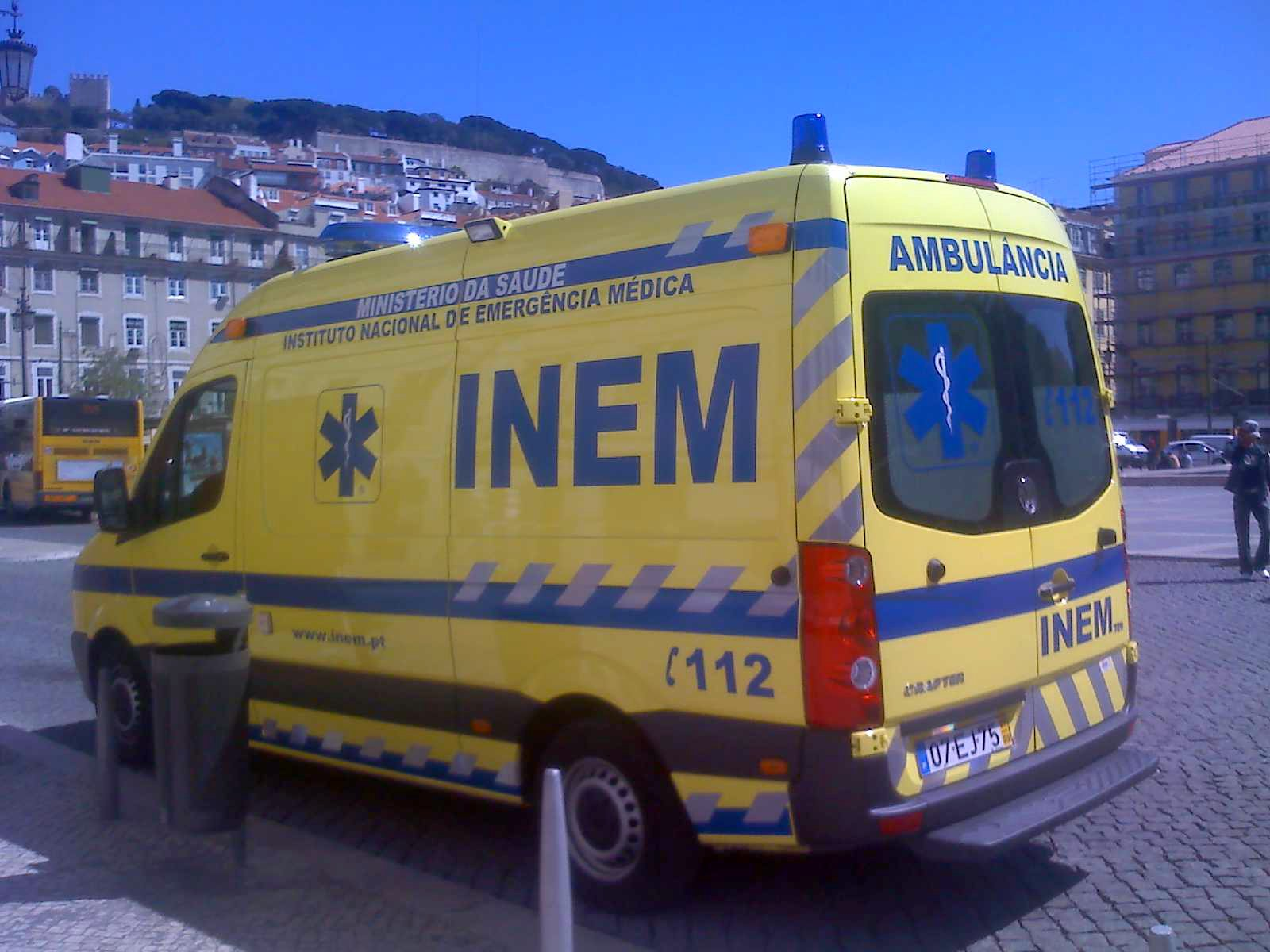
Лиссабон, Португалия
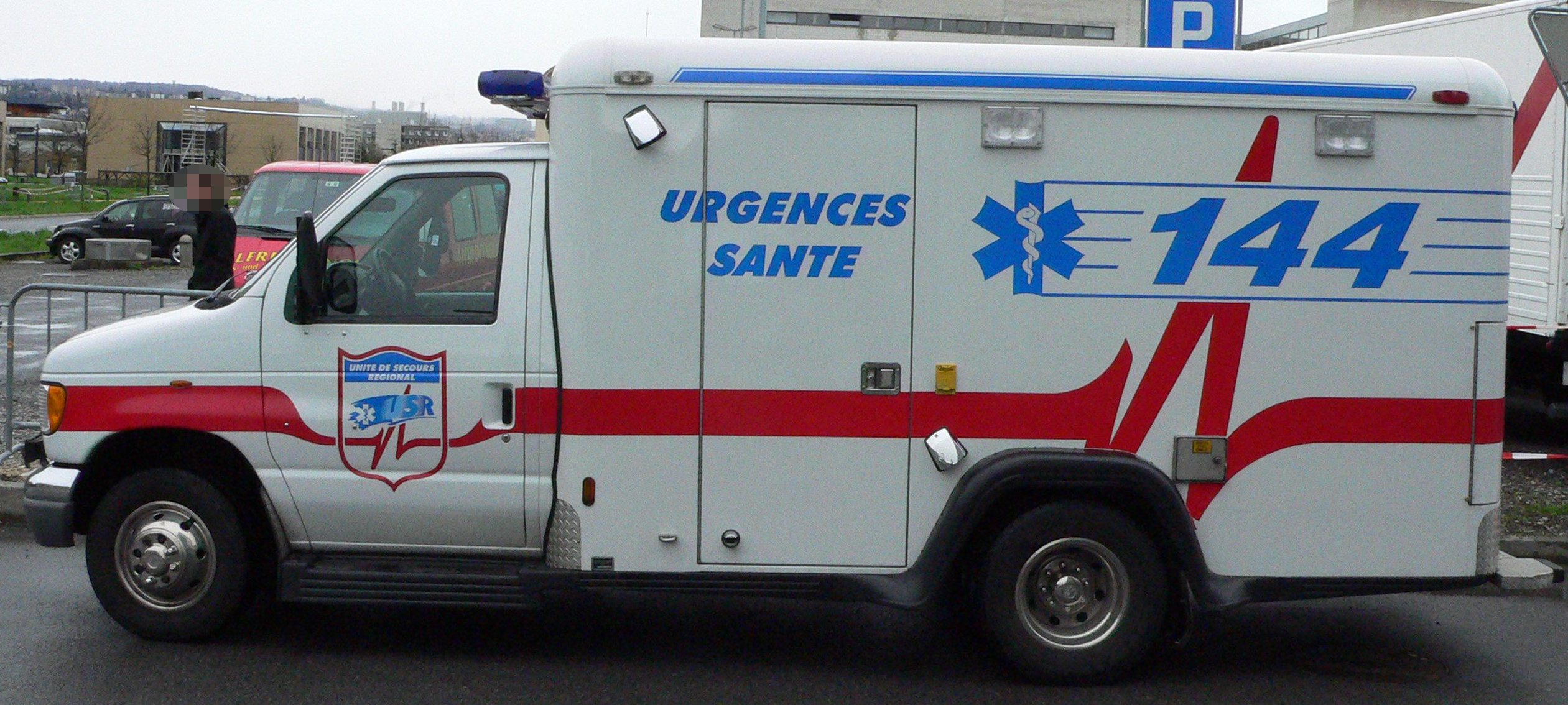
Лозанна, Швейцария
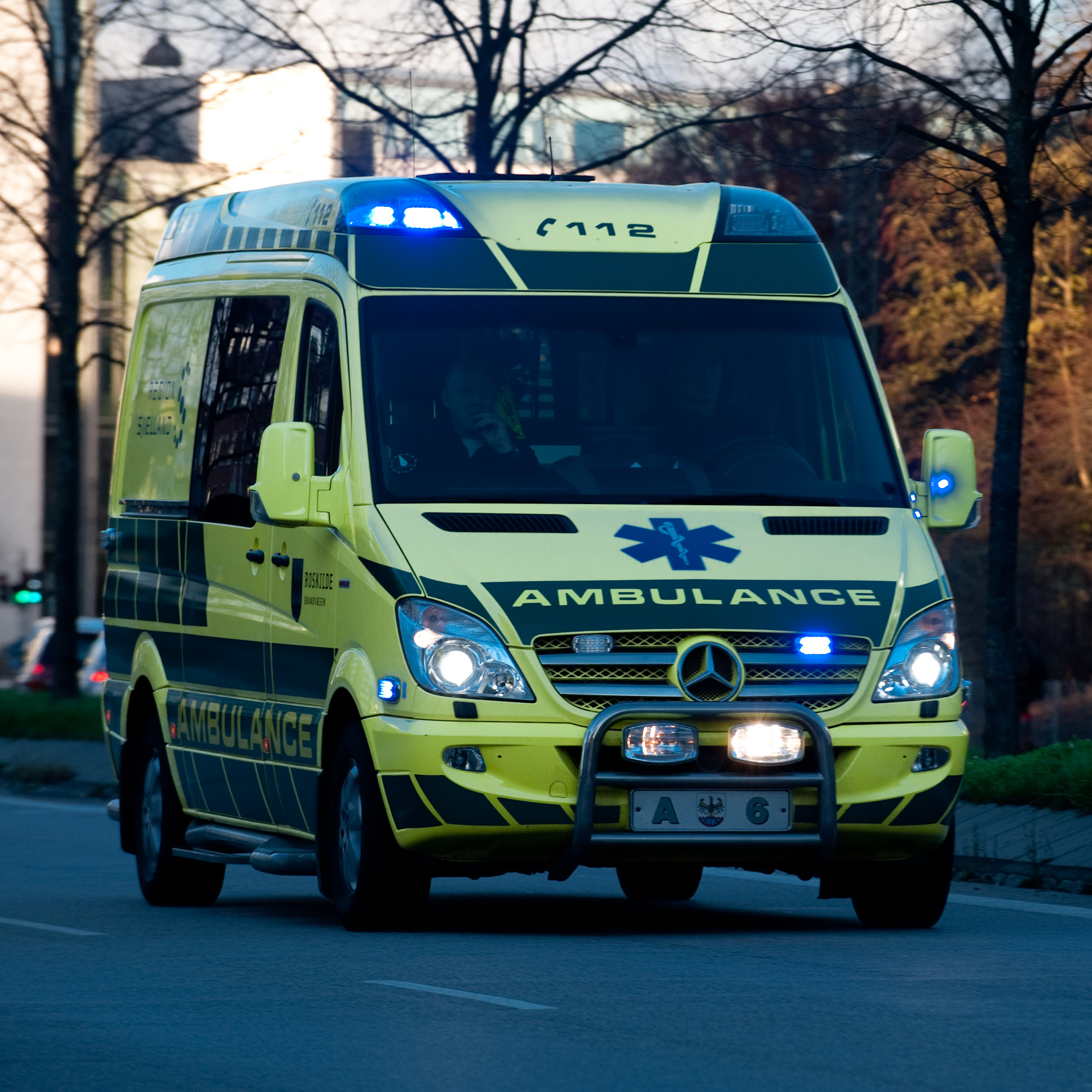
Дания
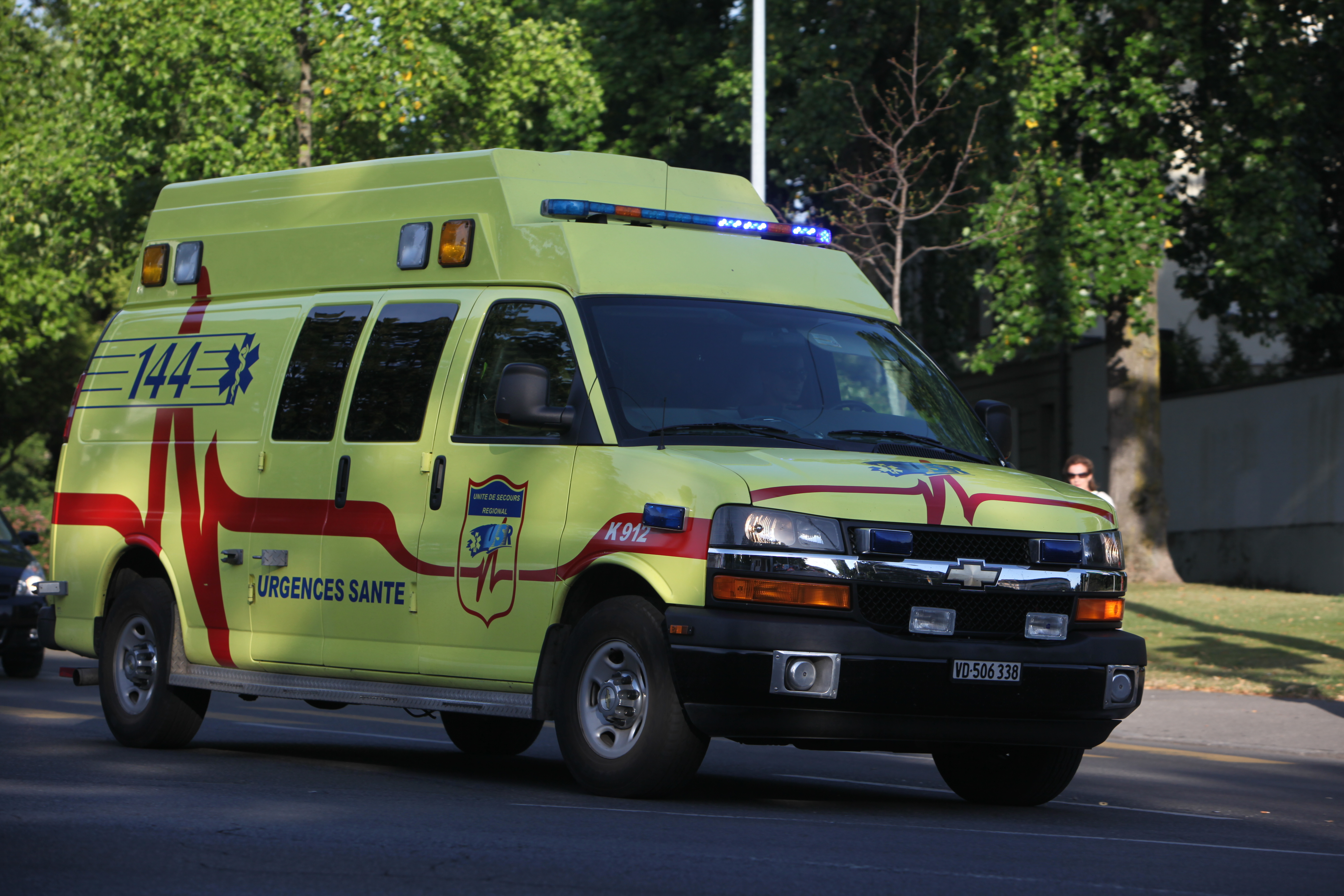
Лозанна, Швейцария
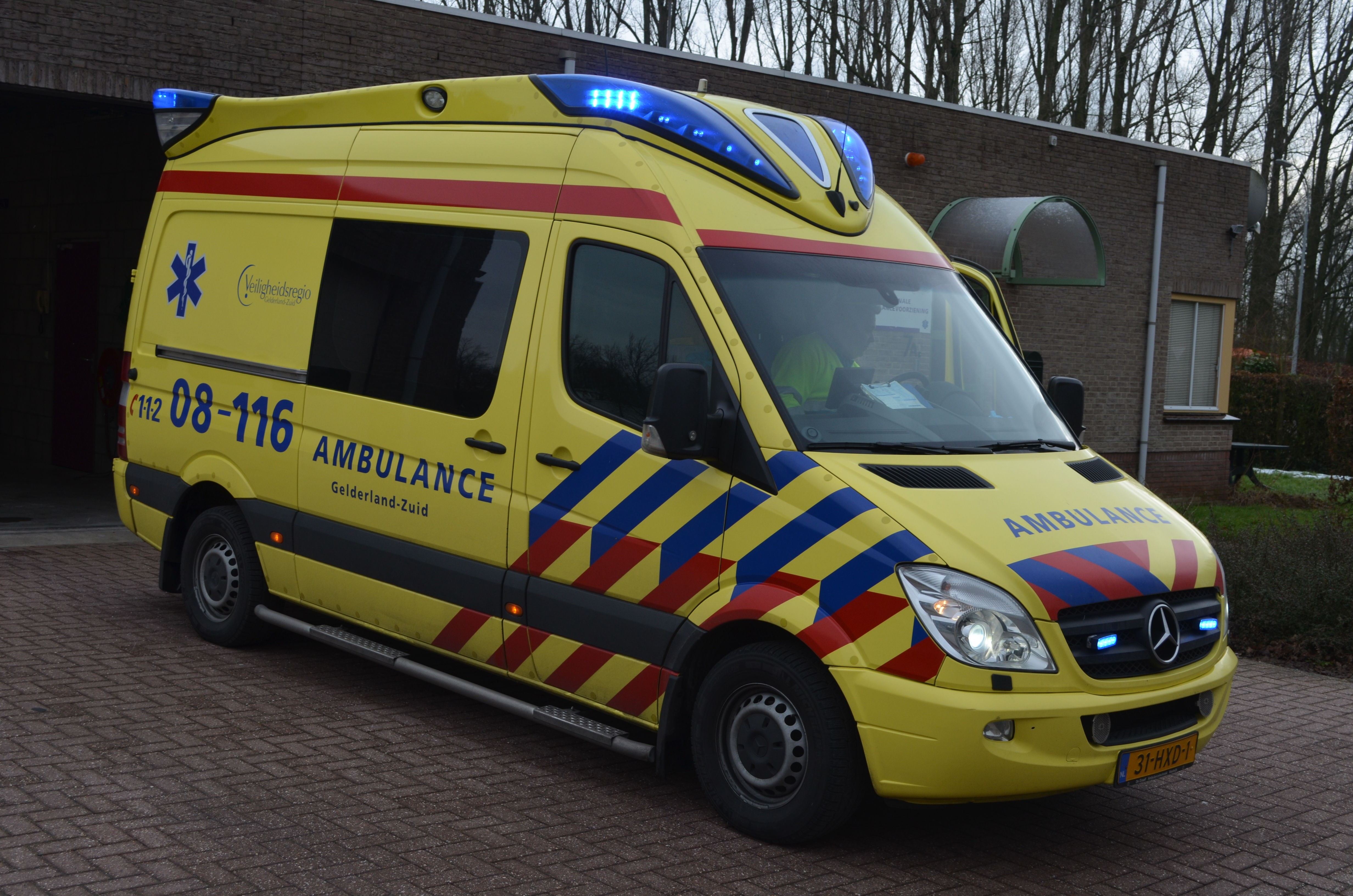
Гелдерланд, Нидерланды